# Urrô (Arouca)
Urrô es una freguesia portuguesa del concelho de Arouca, con 10,18 km² de superficie y 1.206 habitantes (2001). Su densidad de población es de 118,5 hab/km².